# São Bento do Mato
São Bento do Mato is een plaats (freguesia) in de Portugese gemeente Évora en telt 1343 inwoners (2001).